# Critèrium Internacional 2016
El Criterium Internacional 2016 fou la 85a edició del Criterium Internacional i es disputà entre el 26 i 27 de març de 2016. La cursa forma part de l'UCI Europa Tour 2016, i fou guanyada pel francès Thibaut Pinot (FDJ), que va estar acompanyat al podi pel també francès Pierre Latour (AG2R La Mondiale) i el neerlandès Sam Oomen (Team Giant-Alpecin). Pinot va guanyar dues de les tres etapes de la cursa, amb la qual cosa també fou el primer en la classificació per punts. Latour fou el vencedor de la classificació dels joves, Rémy Di Grégorio (Delko-Marseille) la de la muntanya i l'FDJ la dels equips.
Durant la disputa de la primera etapa el belga Daan Myngheer (Roubaix Métropole européenne de Lille) patí un atac de cor. Fou traslladat a l'hospital d'Ajaccio, però dos dies més tard morí.

## Equips participants
16 equips prenen part en la cursa:
- 5 World Tour: AG2R La Mondiale, Cannondale, FDJ, IAM Cycling, Team Giant-Alpecin
- 8 equips continentals professionals: Bora-Argon 18, Cofidis, Delko-Marseille, Direct Énergie, Fortuneo-Vital Concept, ONE Pro Cycling, Team Roth, Stölting Service Group
- 3 equips continentals: Armée de Terre, HP BTP-Auber 93, Roubaix Métropole européenne de Lille

## Etapes
| Etapa    | Data       | Ciutats d'etapa                 | type                      | Distància (km) | Vencedor de l'etapa | Líder de la general |
| -------- | ---------- | ------------------------------- | ------------------------- | -------------- | ------------------- | ------------------- |
| 1a etapa | 26 de març | Portivechju – Portivechju       | etapa plana               | 90,5           | Sam Bennett         | Sam Bennett         |
| 2a etapa | 26 de març | Portivechju – Portivechju       | contrarellotge individual | 7              | Thibaut Pinot       | Thibaut Pinot       |
| 3a etapa | 27 de març | Portivechju – Col de l'Ospedale | etapa de mitja muntanya   | 171,5          | Thibaut Pinot       | Thibaut Pinot       |

## Classificació general
| Pos | Ciclista                | Equip              | Temps      |
| --- | ----------------------- | ------------------ | ---------- |
| 1   | Thibaut Pinot (FRA)     | FDJ                | 6h 46' 34" |
| 2   | Pierre Latour (FRA)     | AG2R La Mondiale   | + 37"      |
| 3   | Sam Oomen (NED)         | Team Giant-Alpecin | + 46"      |
| 4   | Arnold Jeannesson (FRA) | Cofidis            | + 48"      |
| 5   | Alexis Vuillermoz (FRA) | AG2R La Mondiale   | + 1' 02"   |
| 6   | Lawson Craddock (USA)   | Cannondale         | + 1' 06"   |
| 7   | Dominik Nerz (GER)      | Bora-Argon 18      | + 1' 47"   |
| 8   | Romain Sicard (FRA)     | Direct Énergie     | + 1' 54"   |
| 9   | Alexandre Geniez (FRA)  | FDJ                | + 2' 05"   |
| 10  | Davide Villella (ITA)   | Cannondale         | + 2' 13"   |

## Evolució de les classificacions
| Etapa | Vencedor      | Classificació general | Classificació per punts | Classificació de la muntanya | Classificació dels joves | Classificació per equips |
| ----- | ------------- | --------------------- | ----------------------- | ---------------------------- | ------------------------ | ------------------------ |
| 1     | Sam Bennett   | Sam Bennett           | Sam Bennett             | Jérémy Leveau                | Rudy Barbier             | Stölting Service Group   |
| 2     | Thibaut Pinot | Thibaut Pinot         | Thibaut Pinot           | Jérémy Leveau                | Sam Oomen                | FDJ                      |
| 3     | Thibaut Pinot | Thibaut Pinot         | Thibaut Pinot           | Rémy Di Gregorio             | Pierre Latour            | FDJ                      |
| Final | Final         | Thibaut Pinot         | Thibaut Pinot           | Rémy Di Gregorio             | Pierre Latour            | FDJ                      |